# К-911
К-911 е екшън филм на Чарлс Канганис от 1999. Той е първото продължение на филма от 1989 К-9.

## Сюжет
Внимание:  Текстът по-долу разкрива сюжета на произведението (или части от него)!
10 години след залавянето на Лаймън, детектив Майкъл Дули и Джери Лий са вече застаряващ екип и лекарите ги съветват да се пенсионират. Накрая към тях се присъединява сержант Уейлс (Кристин Тучи), заедно с нейното куче – Зевс. То е обучено в Холандия и се командва на холандски (всъщност командите се произнасят на немски). Междувременно, Дули е под прицела на психясал писател, бивш любовник на съпругата му Трейси, мъртва от 7 години. Скоро екипът открива името на този човек – Девън Лайн. Той смята, че Трейси го е обичала, защото той е „имал талант“, какъвто Дули нямал. Те се срещат на покрива на една сграда и Девън прострелва „съперника“ си в крака, но Джери Лий го атакува и го събаря, като на всичкото отгоре го и олигавя. Девън е арестуван, а Дули е пратен в болница, за да се лекува. Филмът завършва със собствено видео на Джери Лий и Дули, на което те правят упражнения.

## Участват
- Джеймс Белуши – Детектив Майкъл Дули
- Кристин Тучи – Сержант Уейлс
- Джеймс Хенди – Капитан Байърс
- Уейд Уилямс – Девън Лейн
- Д. Д. Джонстън – Томи Дебелия
- Джо Палезе – Офицер Пери
- Скоч Елис Лонг – Фил Кейдж
- Винсент Кастеланос – Хари Страйп
- Тимо Флоко – Джонсън
- Джо Сабатино – Продавачът
- Рон Юан – Джаки Хамъндс
- Сузана Пуисто – Момичето в парка
- Денис Доус – Доктор Пъркинс
- Марла Фрийс – Медицинската сестра
- Надя Пионила – Тери
- Мак, Сонто, Рино – Джери Лий
- Лукан, Тийз, Жасмин – Зевс